# Dylan Penn
Dylan Frances Penn (Los Ángeles, California, 14 de abril de 1991) es una modelo y actriz estadounidense, hija de los actores Sean Penn y Robin Wright. Sus primeros trabajos incluyeron campañas para Gap Inc., una portada de revista controversial en treats!, una aparición en el videoclip de la canción de Nick Jonas, "Chains" y un papel en Elvis & Nixon.

## Primeros años
Su madre, Robin Wright, tuvo que rechazar el papel de la doncella Marian en Robin Hood: Prince of Thieves debido a que estaba embarazada de Dylan. Penn nació en Los Ángeles el 13 de abril de 1991, y creció en Ross, California. Su padre, Sean Penn, es un dos veces ganador del Oscar al mejor actor, mientras que su madre, Robin Wright, fue ganadora de un Globo de Oro a la mejor acrriz de serie de televisión - Drama. Tiene un hermano mayor llamado Hopper Jack. Asistió a la Marin Academy, y dejó la Universidad de  California del Sur tras tan solo un semestre. Pasó tiempo viviendo en Nueva York. Sus padres finalizaron su divorcio en 2010. Antes del modelaje, Penn había trabajado en una pizzería, como camarera y como editora.

## Carrera

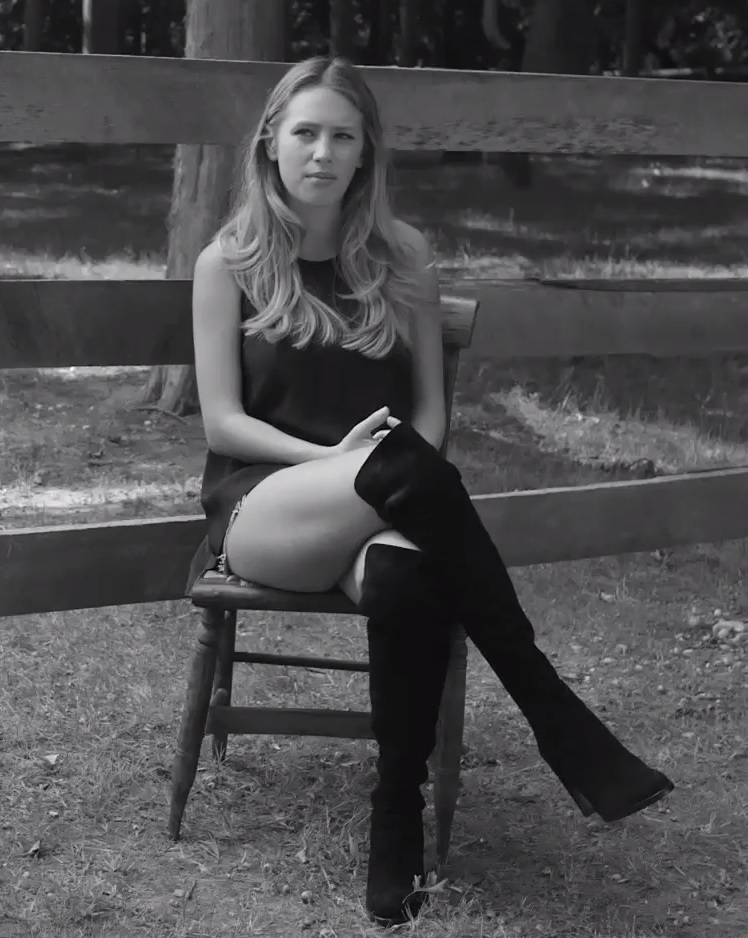
Penn para la revista Interview en 2015.

Su primer trabajo como modelo fue para Gap en 2013. Luego apareció en GQ en diciembre de 2013, en W en enero de 2014, y en Elle en marzo de 2014.
Penn posó para el fotógrafo Tony Duran para una portada desnuda en la séptima edición de la revista treats!, en abril de 2014. Penn dijo que "siempre había amado los desnudos en blanco y negro de Duran". Después de unas semanas del lanzamiento de la revista, Penn firmó con la revista Premier Model Management para representarla en Reino Unido.
Penn apareció en el puesto 68° en la lista de Maxim Hot 100 en 2014, y en el 93° en AskMen.com 99 Mujeres más deseadas ese mismo año. En junio de 2014, tuvo un papel en el videoclip de la canción de Nick Jonas, "Chains". En septiembre de 2014, Penn y Poppy Delevingne hicieron de mujeres ciclistas en Rock Roll Ride, un cortometraje de Julia Restoin Roitfeld para la diseñadora Stuart Weitzman para la Paris Fashion Week. Apareció en la portada de L'Officiel ese diciembre y en Asos en agosto de 2015. En enero de 2016, Penn y su hermano menor, Hopper, hicieron su primera campaña, haciendo apariciones en la Milan Fashion Week.
En 2021, rodó la película Flag Day, en la que interviene su padre como actor y director.

## Actuación
Su primera película fue del género de terror, Condemned, dirigida por Eli Morgan Gesner. La película se estrenó el 13 de noviembre de 2015. Otro papel fue el de Elvis & Nixon, protagonizada por Kevin Spacey. Fue lanzado en abril de 2016. En noviembre de 2015 fue anunciada su participación en dos películas independientes: GenRX y Unfiltered.